# Forbidden Stories

Forbidden Stories

Forbidden Stories ist ein journalistisches Netzwerk, das Recherchen von bedrohten oder ermordeten Journalisten aufgreift und weiterführt.

## Geschichte und Arbeitsweise
Das Netzwerk wurde 2017 von dem Dokumentarfilmer Laurent Richard in Paris gegründet. Anlass war der Anschlag auf Charlie Hebdo im Jahr 2015, der ihm die Notwendigkeit der Zusammenarbeit unter Journalisten bei Verbrechen gegen die freie Pressearbeit vor Augen führte.
Das Netzwerk ist eine gemeinnützige Organisation, die über Stiftungen und Spenden finanziert wird. Es arbeitet mit anderen journalistischen Organisationen wie Reporter ohne Grenzen, OCCRP (Organized Crime and Corruption reporting Project) und der Freedom of the Press Foundation zusammen.

Sein zentrales Anliegen formuliert das Netzwerk auf seiner Webseite als: 
We can send a powerful signal to enemies of the free press: even if you succeed in stopping a single messenger, you will not stop the message. What is the point of killing a journalist if 10, 20 or 30 others are waiting in the wings to carry on their work? Collaboration is the best form of protection.
 Journalisten können über die Webseite des Netzwerks Informationen, Daten und Dokumente zu ihren Projekten übermitteln und diese so sichern. Das Netzwerk fördert und organisiert die Kooperation mit anderen Journalisten. Wenn die Arbeit an den Projekten wegen Bedrohung, Inhaftierung oder gar Tod des Reporters nicht mehr möglich ist, strebt das Netzwerk an, das Projekt fortzuführen. Es arbeitet hierbei mit Medien auf lokaler und internationaler Ebene zusammen.

## Kooperierende Medien
Journalistische Kooperation erfolgt mit vielen Medien weltweit. Als Beispiel seien Kooperationspartner des Kartell-Projektes (siehe unten) angeführt.
- Deutschland: Die Zeit, Süddeutsche Zeitung, WDR, NDR, Der Spiegel
- den Niederlanden: Knack.be, deVolkskrant
- Belgien: Le Soir
- Großbritannien: The Guardian
- Schweden: Sveriges Television (SVT)
- Frankreich: Le Monde, Radio France, France TV
- Spanien: El País
- Portugal Expresso
- Schweiz: Radio Télévision Suisse (RTS)
- Israel: Haaretz
- Panama: La Prensa El Diario Libre de Panama
- Mexiko: Proceso
- USA: The Washington Post
- Kanada: Toronto Star
- China: South China Morning Post
- Arabien: Daraj Media (pan-arabische Nachrichten-Plattform)

## Projektbeispiele
- 2017 Zu den Hintergründen der Ermordung des mexikanischen Journalisten Cecilio Pineda.[7]
- 2017 Über einen Machtkampf im mexikanischen Sinaloa Drogenkartell; Fortsetzung der Arbeit des ermordeten Journalisten Javier Valdez.[8]
- 2017 Über die Machtausweitung von Drogenkartellen in Mexiko; Fortsetzung der Arbeit der ermordeten Journalistin Miroslava Breach.[9]
- 2018 Über die Hintergründe der Ermordung des Journalisten Javier Ortega, des Fotografen Paúl Rivas und ihres Fahrers Efraín Segarra durch die FARC-Miliz, die um die Kontrolle des Drogenhandels zwischen Ecuador und Kolumbien kämpft.[10]
- 2018–2020 Daphne-Projekt über die Hintergründe der Ermordung von Daphne Caruana Galizia auf Malta.[11]
- 2019 Weiterführung verschiedener Projekte von 13, eventuell sogar 29 getöteten Journalisten und unterdrückter Medien zum Thema Umweltverbrechen durch die Bergbauindustrie in Tansania, Guatemala, Indien.[12]
- 2020 Über Korruption im Fußballgeschäft in Ghana; Fortsetzung der Recherchen des ermordeten Journalisten Ahmed Hussein Suale.[13]
- 2020 Über die Unterdrückung von Informationen zum Pandemieverlauf von COVID-19.[14]
- 2020 Cartel Project; Verschiedene Recherchen in Erinnerung an die 2012 ermordete Journalistin Regina Martínez Pérez und die 119 seit 2000 in Mexiko getöteten Reporter.[6][15]
- 2021 Pegasus-Projekt über die Überwachungssoftware der israelischen Firma NSO Group und ihren Einsatz gegen die Zivilgesellschaft in mehr als 50 Ländern.[16][17]
- 2021 Über Recherchen der philippinischen Journalistin Maria Ressa und des Nachrichten-Webportals Rappler.com.[18]
- 2022 Kampf von Indigenen gegen einen Schweizer Bergbaukonzern in Guatemala in der Mine El Estor.[19][20]
- 2023 Rechercheprojekt Storykillers zu Desinformation, Propaganda und Cyberangriffen. Das Projekt startete aus Anlass des Mordes an der Journalistin Gauri Lankesh.[21]
- 2024 Gaza Projekt: Death from Above: How Israeli Drones Are Killing Journalists in Gaza.[22]

## Auszeichnungen (unvollständige Liste)
- 2021 George Polk Award der Long Island University: "The award for Technology Reporting goes to the Forbidden Stories Network, the Washington Post and Guardian U.S., for “The Pegasus Project”."[23]
- 2021 Fetisov Journalism Award for Outstanding Investigative Reporting. Winning article: Audrey Travère, Phineas Rueckert, Paloma Dupont de Dinechin (France), “Series "The Cartel Project". Uncovered: The Buried Truth of Assassinated Journalist Regina Martínez; Mexican Cartels: "The Asian Connection"; An Ocean of Guns: Mexico's Journalists in the Crossfire of the International Arms Trade”.[24]
- 2021 Reporters Without Borders Press Freedom Award: Der Prize for Impact für das Pegasus Project.[25]
- 2021 Daphne Caruana Galizia Prize for Journalism des Europäischen Parlaments: "The Daphne Caruana Prize for Journalism was awarded to the journalists from the Pegasus Project coordinated by the Forbidden Stories Consortium."[26]
- 2021 DIG Watchdog Award des italienischen Verbandes Documentari, Inchieste, Giornalismi: "The 2021 DIG Watchdog Award goes to an investigative project that contributed to unveil the profound ramifications of digital surveillance and the repercussion of the phenomenon on journalism freedom and safety".[27]
- 2021 Human Rights Film Festival Berlin, Honoraray Award for Freedom and Democracy.